# Michel Mulder
Michel Mulder (* 27. února 1986 Zwolle) je nizozemský rychlobruslař.
Na mezinárodní scéně debutoval v listopadu 2009 na závodech Světového poháru. I v následujícím ročníku však startoval především na domácích závodech, ve Světovém poháru pravidelně nastupuje od roku 2011. Na Mistrovství světa na jednotlivých tratích 2012 získal v závodě na 500 m stříbrnou medaili, v roce 2013 zvítězil na Mistrovství světa ve sprintu, kde výkonem 136,790 bodů překonal světový rekord. O rok později vítězství na sprinterském MS obhájil. Na Zimních olympijských hrách 2014 se stal vítězem závodu na 500 m a vybojoval také bronzovou medaili na dvojnásobné distanci. Na MS 2015 získal ve sprintu na 500 m stříbrnou medaili. Z Mistrovství světa na jednotlivých tratích 2019 si přivezl zlato z týmového sprintu.
Jeho bratr, dvojče, Ronald Mulder je také rychlobruslařem.